# Расселл (город, Миннесота)
Расселл (англ. Russell) — город в округе Лайон, штат Миннесота, США. На площади 2,4 км² (2,3 км² — суша, 0,1 км² — вода), согласно переписи 2002 года, проживают 371 человек. Плотность населения составляет 160,2 чел./км².
- Телефонный код города — 507
- Почтовый индекс — 56169
- FIPS-код города — 27-56428[1]
- GNIS-идентификатор — 0650423[2]